# Таллинский сельсовет
Таллинский сельсовет — сельское поселение в Грачёвском районе Оренбургской области Российской Федерации.
Административный центр — село Таллы.

## История
9 марта 2005 года в соответствии с законом Оренбургской области № 1897/325-III-ОЗ образовано сельское поселение Таллинский сельсовет, установлены границы муниципального образования.

## Население
| 2010 | 2012 | 2013 | 2014 | 2015 | 2016 | 2017 |
| ---- | ---- | ---- | ---- | ---- | ---- | ---- |
| 803  | ↘775 | ↘750 | ↘725 | ↘704 | ↘684 | ↘658 |
| 2018 | 2019 | 2020 | 2021 |      |      |      |
| ↘629 | ↘609 | ↘603 | ↘583 |      |      |      |

## Состав сельского поселения
| № | Населённый пункт | Тип населённого пункта       | Население |
| - | ---------------- | ---------------------------- | --------- |
| 1 | Комсомольский    | посёлок                      | 15        |
| 2 | Революционер     | посёлок                      | 102       |
| 3 | Таллы            | село, административный центр | 686       |